# Municipio de Peters (condado de Franklin)
El municipio de Peters (en inglés: Peters Township) es un municipio ubicado en el condado de Franklin en el estado estadounidense de Pensilvania. En el año 2000 tenía una población de 4.251 habitantes y una densidad poblacional de 29.4 personas por km².

## Geografía
El municipio de Peters se encuentra ubicado en las coordenadas 39°50′00″N 77°49′59″O / 39.83333, -77.83306.

## Demografía
Según la Oficina del Censo en 2000 los ingresos medios por hogar en la localidad eran de $41,740 y los ingresos medios por familia eran de $46,375. Los hombres tenían unos ingresos medios de $32,618 frente a los $23,285 para las mujeres. La renta per cápita de la localidad era de $18,791. Alrededor del 8,7% de la población estaba por debajo del umbral de pobreza.